# 黃金豆莢蛤
黃金豆莢蛤（学名：Yoldia aurata）为綾衣蛤科綾衣蛤屬下的一个种。

## 扩展阅读
- 維基物種上的相關：黃金豆莢蛤